# Háj (powiat Koszyce-okolice)

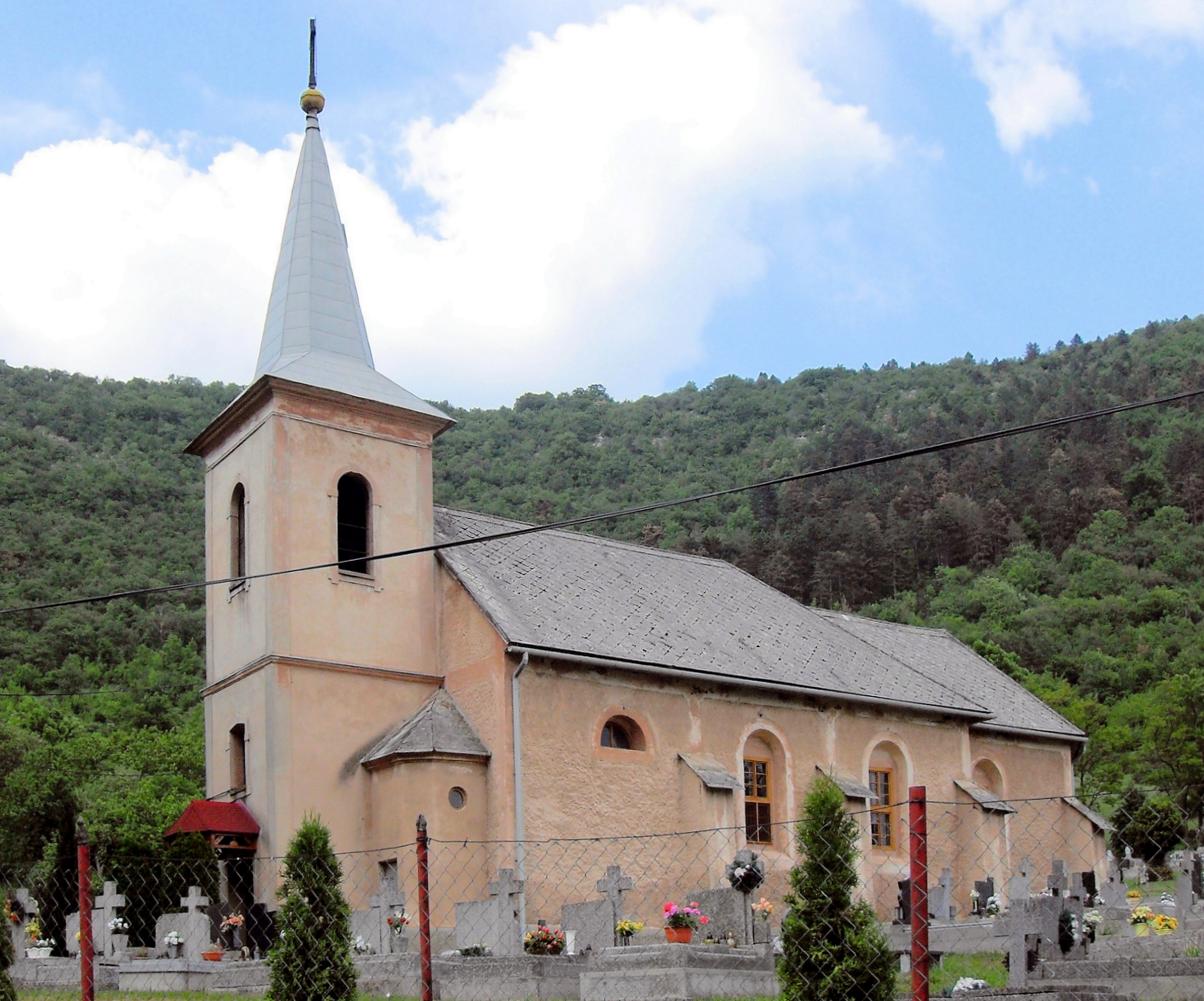
Kościół katolicki pw. św. Józefa

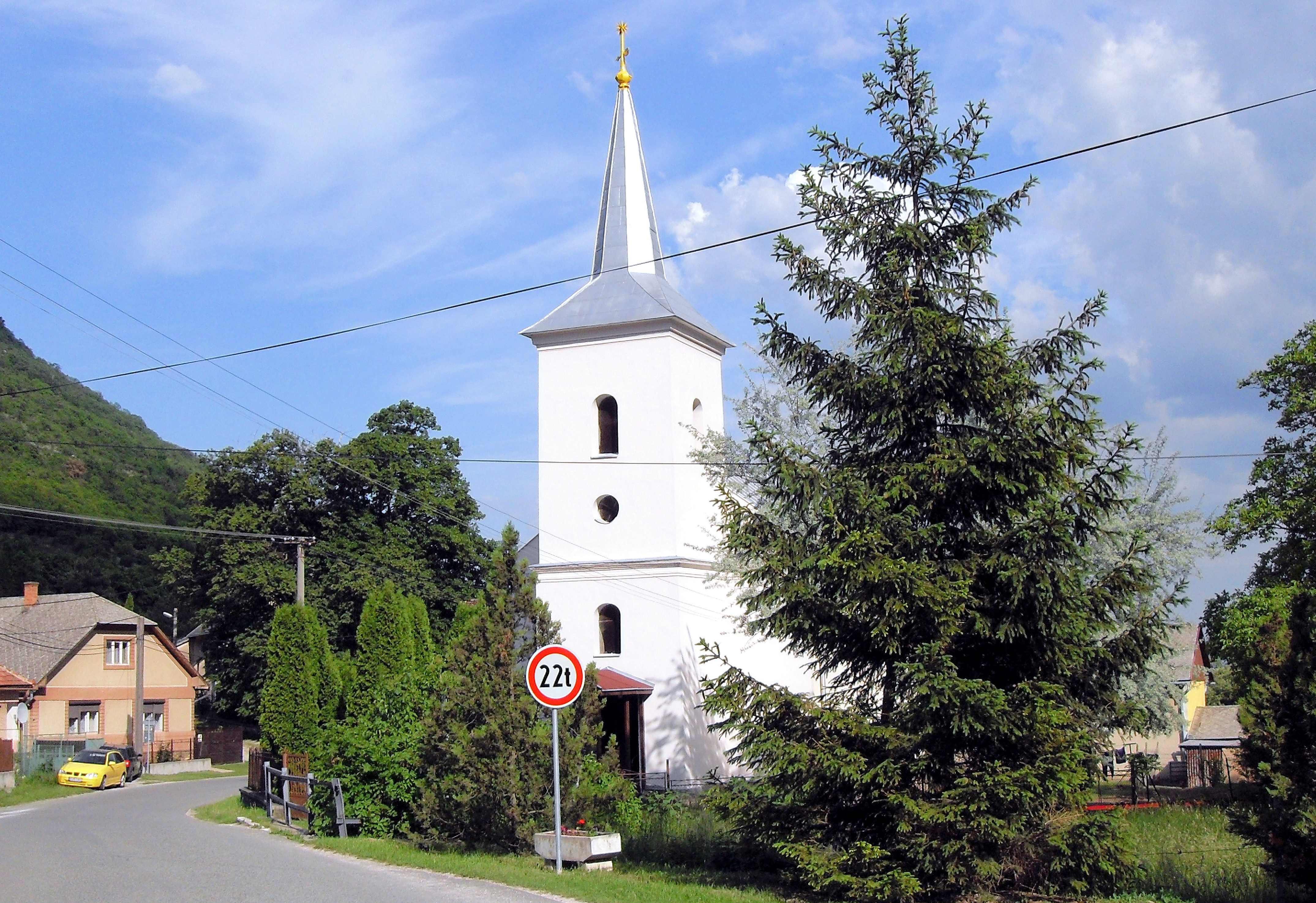
Kościół ewangelicki

Háj (węg. Áj) – wieś (obec) w południowo-wschodniej Słowacji położona w kraju koszyckim, w powiecie Koszyce-okolice.

## Położenie
Leży na pograniczu Krasu Słowacko-Węgierskiego i Kotliny Koszyckiej, u wylotu głębokiej Hájskej doliny (węg. Áji völgy), którą spływa Hájsky potok (węg. Ájpatak).

## Historia
Wieś powstała zapewne w XIV w. na terenach wydzielonych z areału położonej dalej na południe Turni nad Bodvou. Należała do feudalnego państwa Turňa z siedzibą na Zamku Turniańskim. Pierwsze wzmianki o miejscowości pochodzą z roku 1409, kiedy od Štefana Šafára z Branča zamek przejęli Bebekowie.

## Demografia
Według danych z dnia 31 grudnia 2012, wieś zamieszkiwały 293 osoby, w tym 145 kobiet i 148 mężczyzn.
W 2001 roku rozkład populacji względem narodowości i przynależności etnicznej wyglądał następująco:
- Węgrzy – 85,02%
- Słowacy – 10,1%
- Czesi – 0,98%

Ze względu na wyznawaną religię struktura mieszkańców kształtowała się w 2001 roku następująco:
- Katolicy rzymscy – 69,38%

- Ewangelicy - 23,13%

- Grekokatolicy – 1,95%
- Ateiści – 1,63%
- Nie podano – 3,91%

## Zabytki
- Kościół katolicki pw. św. Józefa - murowany, jednonawowy, z węższym od nawy, wielobocznie zamkniętym prezbiterium, z wieżą na osi, barokowo-klasycystyczny z ok. 1764 r. Wieża nakryta dachem wieżowym. Wewnątrz sklepienie krzyżowe, ołtarz z ambitem, w ołtarzu rzeźba przedstawiająca św. Józefa z II poł. XVIII w. Z zewnątrz opięty masywnymi przyporami.;
- Kościół ewangelicki - murowany, jednonawowy, z prostokątnie zamkniętym prezbiterium, neoklasycystyczny z 1896 r. Na osi czworoboczna wieża, nakryta dachem wieżowym. We wnętrzu, nakrytym płaskim drewnianym stropem, drewniana empora i rustykalna, klasycystyczna ambona.